# Xuân Thái (Thân vương)
Xuân Thái (tiếng Trung: 椿泰; 5 tháng 9 năm 1683 - 20 tháng 6 năm 1709) là một hoàng thân của nhà Thanh trong lịch sử Trung Quốc, người thừa kế 1 trong 12 tước vị Thiết mạo tử vương.

## Cuộc đời
Xuân Thái sinh vào giờ Tỵ, ngày 15 tháng 7 (âm lịch) năm Khang Hi thứ 22 (1683), trong gia tộc Ái Tân Giác La. Ông là con trai thứ năm của Khang Lương Thân vương Kiệt Thư, mẹ ông là Kế Phúc tấn Đổng Ngạc thị (董鄂氏).
Năm Khang Hi thứ 36 (1697), phụ thân ông qua đời, ông được tập tước Khang Thân vương (康親王) đời thứ 2, tức Lễ Thân vương đời thứ 5.
Theo sử sách ghi chép thì ông là người rộng rãi, độ lượng, lại giỏi võ, thủ pháp thoăn thoắt, một mình có thể địch lại mười người.
Năm thứ 48 (1709), ngày 13 tháng 5 (âm lịch), giờ Dần, ông qua đời, thọ 25 tuổi, được truy thụy Khang Điệu Thân vương (康悼親王).

## Gia quyến

### Thê thiếp
- Đích Phúc tấn: Ngô Tô thị (烏蘇氏), con gái của Thị lang Chu Đô Nạp (朱都纳).
- Trắc Phúc tấn: Y Nhĩ Căn Giác La thị (伊爾根覺羅氏), con gái của Phật Bảo (佛保).
- Thứ Phúc tấn: Nạp Lan thị (納喇氏), con gái của Nạp Nhĩ Thái (纳尔泰).

### Con trai
1. Sùng An (崇安; 1705 – 1733), mẹ là Trắc Phúc tấn Y Nhĩ Căn Giác La thị. Năm 1709 được thế tập tước vị Khang Thân vương (康親王). Sau khi qua đời được truy thụy Khang Tu Thân vương (康修親王). Có ba con trai.